# هاينريش هارت
هاينريش هارت (بالألمانية: Heinrich Hart) (ولد في 30 ديسمبر 1855 في فيزل - ومات في 11 يونيو 1906 في تيكلنبورج) هو أديب وناقد أدبي ومسرحي ألماني، وهو شقيق الأديب يوليوس هارت وهما ينتميان إلى الحركة الطبيعية.

## روابط خارجية
- هاينريش هارت على موقع ميوزك برينز (الإنجليزية)
- هاينريش هارت على موقع ديسكوغز (الإنجليزية)